# Imer
Imèr – miejscowość i gmina we Włoszech, w regionie Trydent-Górna Adyga, w prowincji Trydent.
Według danych na rok 2010 gminę zamieszkuje 1206 osób, 43,7 os./km².